# Сулейман Назіф
Сулейман Назіф (тур. Süleyman Nazif; 1870, Діярбакир — 1927,Стамбул) — турецький письменник. Відчув на собі вплив ідей османістів, і його творчість відобразила різні етапи розвитку турецької поезії.

## Біографія
Сулейман Назіф є старшим братом Фаїка Алі. Він народився в Діярбакирі, під керівництвом батька отримав чудову освіту, добре вивчив арабську, перську та французьку мови. Після переїзду сім'ї до Стамбула Сулейман Назіф опублікував у «севет-й фюнун» свої перші вірші, підписавши їх ім'ям діда — відомого вченого і царедворця Ібрахіма Джехді. Вірші були написані в новій для тих років манері, носили риси наслідування французьким символістів і мали значний успіх. Пізніше в цьому ж журналі він надрукував серію віршів, у яких він наслідував поезії Намик Кемаля. У цих віршах виразні були чутні громадянські мотиви, тема самовідданої любові до Батьківщини була тонко завуальована через строгості цензури, хоча в деяких віршах були заклики до боротьби за визволення народу від деспотичного режиму. Після закриття журналу «севет-й фюнун» і заборони друкувати твори поета Сулейман Назіф емігрував до Європи. У 1906 році в Каїрі видається перший збірник поета «Таємничі стогони» («Gizli figanlar»), в який були включені вірші 1892—1897 років. З цензурних міркувань ім'я автора названо не було. У 1908 році поет повернувся на батьківщину і кілька років працював у канцеляріях різних відомств. Літературною діяльністю не займався, але опублікував кілька статей. Під час першої світової війни Сулейман Назіф знаходився в Іраку, де виконував спеціальне завдання, доручене молодотурками, однак був затриманий англійським командуванням і засланий на Мальту. Помер від пневмонії 4 січня 1937

## Творчість
У воєнні роки були створені дві збірки віршів — «Розлука з Іраком» («Fırak-i Irak», 1918) і «Ночі Мальти» («Malta geceleri», 1924). Вірші цих збірок написані складною мовою, втім, як і інші твори цього поета. Інтерес представляє тематика. Вірші обох збірок можна визнати найкращими в турецькій поезії тих років. У них є дух патріотизму, туги за рідними місцями, в деяких з них їдко висміюються англійці. Система образів і все побудова творів Сулеймана Назіфа носять явні риси символізму та імпресіонізму, оскільки, на думку поета, лише в такій формі можна виразити свою печаль від нескінченної низки лих і нещасть рідного краю. У ряді творів спостерігається звернення до минулого османців. Він ідеалізує це минуле, знаходить особливу принадність у класичної поезії, у старих легендах і переказах Сходу.

## Список творів
- Таємні стони (Gizli Figanlar (Поэзия, 1908)
- Batarya ile Ateş (1917)
- Разлука з Іраком (Firakı Irak (Irak'tan Ayrılış, Поэзия, 1918)
- Фізули (Fuzuli, 1920)
- Tarihin Yılan Hikayesi (1922)
- (Çal Çoban Çal, 1922)
- Ночі Мальти (Malta Geceleri, 1924)
- Mehmet Akif (1924)
- Hz. İsa'ya Açık Mektup (1924)
- İki Dost (1926)
- El-Cezire mektupları
- Mâlum-u İlâm
- Victor Hugo'nun Mektubu
- Boş Herif
- Süleyman Paşa
- İki İttifakın Tarihçesi
- Batarya İle Ateş
- Asitanı Tarihte
- Pierre Loti Hitabesi
- Namık Kemal
- Tarihin İsyan Hikayesi
- Nasırüddin Şah be Babilller
- Mehmed Akif
- Çalınmış Ülke
- İmana Tasallût
- Külliyat-ı Ziya Paşa
- Kafir Hakikat
- İki Dost
- Fuzuli
- Lübnan Kasrı'nın Sahibesi
- Yıkılan Müessese

1. ↑  Swartz A. Open Library — 2007.
2. ↑  Deutsche Nationalbibliothek Record #118946714 // Gemeinsame Normdatei — 2012—2016.
3. ↑  LIBRIS — Королівська бібліотека Швеції, 2018.